# Некрасов Борис Володимирович (хімік)
Бори́с Володи́мирович Некра́сов (*6 вересня (18 вересня) 1899, Москва — †24 червня 1980, Москва) — російський хімік.

## Біографія
1924 року закінчив Московський інститут народного господарства імені Георгія Плеханова.
Від 1927 року працював на хімічному факультеті Московського вищого технічного училища, який 1930 року було перетворено на Вище хіміко-технологічне училище, невдовзі (1931 року) — на 2-ий Московський хіміко-технологічний інститут, від 1932 року — на Військову академію хімічного захисту.
У 1939—1960 роках працював у Московському інституті кольорових металів і золота, одночасно в 1937—1941 та 1943—1948 роках — в Московському текстильному інституті.
Від 4 грудня 1946 року — член-кореспондент АН СРСР (Відділення хімічних наук — загальна та неорганічна хімія).
Помер на 81-му році життя. Поховано в Москві на Новодівочому кладовищі.

## Нагороды
- орден Леніна,
- орден Трудового Червоного Прапора,
- медали.

## Наукова діяльність
Осковні наукові праці присвячено проблемам теоретичної хімії.
Широко відомий як автор книг:
- «Курс загальної хімії». Вперше видано 1935 року, а 1962 року побачило світ 14-е видання;
- «Основи загальної хімії» в двох томах. 1973 року побачило світ третє видання. Перевидано 2003 року в Санкт-Петербурзі;
- «Підручник загальної хімії». 1981 року побачило світ четверте видання.

## Ресувси інтернету
- Сайт Замоскворіччя. Біографії. Некрасов Борис Володимирович